# Hans-Jürgen Häßler
Hans-Jürgen Häßler (* 18. August 1939 in Leipzig; † 17. Oktober 2011 in Hannover) war ein deutscher Prähistoriker und Stifter sowie Vorsitzender der Stiftung Deutsches Holocaust-Museum.

## Leben
Hans-Jürgen Häßler floh 1948 mit seinen Eltern aus Leipzig in den Westen Deutschlands. Zunächst lebte er mit seinen Eltern und Brüdern sechs Jahre in einem Flüchtlingslager in Hamburg-Billbrook. 1960 verweigerte Häßler den Wehrdienst und leistete stattdessen Zivildienst in einem Krankenhaus in der Lüneburger Heide. Im Anschluss erwarb er am Staatlichen Abendgymnasium die allgemeine Hochschulreife. 1968 begann er an der Universität Hamburg ein Studium der Prähistorischen Archäologie, Pädagogik, Geologie und Neueren Geschichte. 1975 wurde er promoviert. Anschließend arbeitete Häßler als Archäologe in der Urgeschichtsabteilung des Niedersächsischen Landesmuseums Hannover. Seine Spezialgebiete waren die vorrömische Eisenzeit Mittel- und Nordeuropas sowie die altsächsische Stammesgeschichte. Er veröffentlichte mehrere Arbeiten dazu und war Herausgeber der Zeitschrift Studien zur Sachsenforschung.
1983 initiierte Häßler die Friedensinitiative Kulturwissenschaftler für Frieden und Abrüstung in Ost und West, später gründete er das Institut für kulturelle Friedens- und Konfliktforschung. 1998 rief Häßler die Stiftung Deutsches Holocaust-Museum ins Leben, deren Vorsitzender er bis zu seinem Tod war. 2007 wurde er mit der Verdienstmedaille des Verdienstordens der Bundesrepublik Deutschland ausgezeichnet.
Häßler verstarb in Hannover und hinterließ Frau und vier Kinder. Er wurde auf dem Neuen St.-Nikolai-Friedhof beigesetzt.

## Schriften
- Ein Urnenfriedhof der vorrömischen Eisenzeit bei Soderstorf, Kreis Lüneburg, in Niedersachsen. Grabungsabschnitt 1. Lax, Hildesheim 1976.
- mit Christian von Heusinger (Hrsg.): Kultur gegen Krieg – Wissenschaft für den Frieden. Königshausen & Neumann, Würzburg 1989, ISBN 3-88479-401-9.
- (Hrsg.): Ur- und Frühgeschichte in Niedersachsen. Theiss, Stuttgart 1991, ISBN 3-8062-0495-0.